# 愛のために。
「愛のために。」（あいのために。）は、2004年2月4日にリリースされた上戸彩の7枚目のシングル。

## 解説
- 自身が主演したテレビ朝日系ドラマ『エースをねらえ!』のエンディングテーマ。
- この曲で第55回NHK紅白歌合戦にトップバッターとして初出場、バックダンサーには所属事務所の後輩「美少女クラブ31」が出演した。
- KREVAがこの曲のリミックスをした「愛のために。（KREVA Remix）」が存在する。
- 2006年に、作詞・作曲をした織田哲郎がアルバム『MELODIES』でセルフカバーした。
- 初回盤は限定ジャケット仕様で、上戸彩の「グッズをねらえ!」キャンペーン専用応募ハガキとトレカカレンダー1枚（全4種）封入。

## 収録曲
1. 愛のために。
作詞・作曲・編曲：織田哲郎
テレビ朝日系ドラマ『エースをねらえ!』エンディングテーマ
2. アリガト
作詞：中沢晶、作曲・編曲：織田哲郎
3. 微熱 -1980 BOOGIE STYLE-
リミクサー：Koma2 Kaz
4. 愛のために。-instrumental-

## 収録アルバム
- MESSAGE (#1、シングル・バージョンとLover's Splash Mix)
- Re. (#1、B2f's love affair mix)
- BEST OF UETOAYA -Single Collection- (#1)

## カバー
- 中村繪里子 - 2007年放送のラジオ大阪の番組『THE IDOLM@STER RADIO』のコーナーの1つ「歌姫楽園」にてカバー。2009年に発売されたアルバム『THE IDOLM@STER RADIO COLORFUL MEMORIES』に収録された。